# Crocefieschi
Crocefiéschi (A Croxe di Fieschi in ligure) è un comune italiano di 537 abitanti della città metropolitana di Genova in Liguria.

## Geografia fisica
Il territorio comunale è situato nella media valle Scrivia, a nord-est di Genova, fra le valli dei torrenti Seminella, Vobbia e Brevenna, tutti affluenti dello Scrivia. Il centro storico del paese sorge sul crinale tra le valli dei torrenti Seminella e Vobbia.
Fa parte del Parco naturale regionale dell'Antola.
Tra le vette del territorio il monte Schigonzo (1014 m), il monte Castello (944 m), la Biurca Nord (940 m), l'Anchise (883 m), il Bric delle Ciappe (836 m).

## Storia

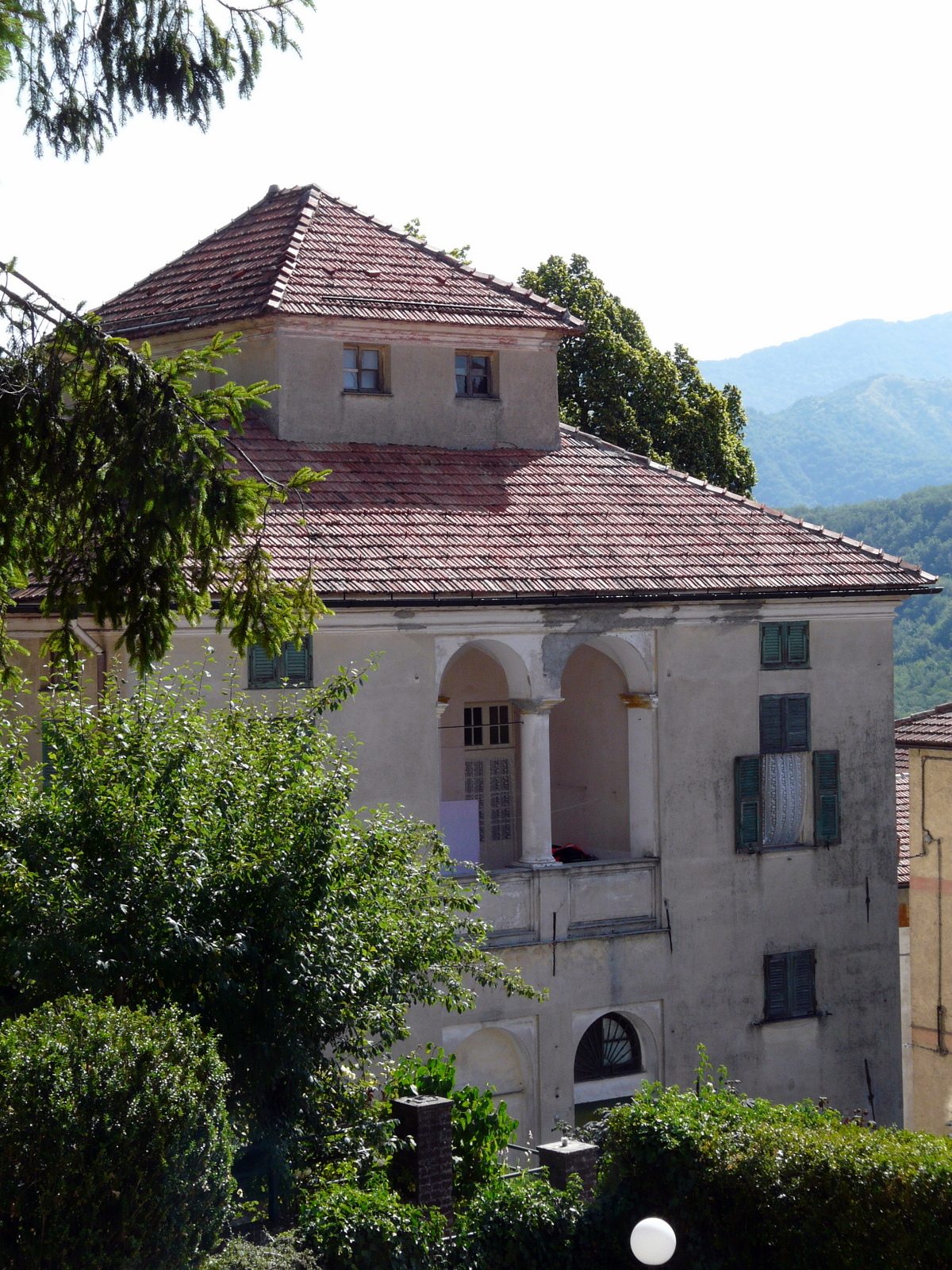
Palazzo Fieschi, l'altro palazzo fliscano antistante il municipio.

L'attuale territorio comunale è stato sin dal Medioevo un crocevia per le carovane che si spostavano fra la costa ligure e la Pianura Padana, lungo la cosiddetta "Via del sale", quando il paese era ancora denominato Crux ("croce" in latino). Il toponimo, assegnato al paese nel 1750, deriva proprio da questa indicazione essendo formato dal termine "Croce" al quale, nel 1733, fu aggiunto il nome dei Fieschi, signori del luogo dal 1253.
La prima citazione del borgo risale all'XI secolo quando fu fatto costruire dai vescovi della diocesi di Tortona un castello sul monte alle spalle del paese, oggi chiamato appunto monte Castello. Divenne dominio dei marchesi di Gavi dal 1140 fino al 1198, quando tornò nuovamente alla diocesi tortonese, come attestato da una bolla del papa Innocenzo III, datata 30 aprile 1198.
Poco dopo, sempre nel XII secolo, il borgo passò sotto il dominio della famiglia Malaspina per volere dell'imperatore Federico Barbarossa, che volle punire la diocesi di Tortona per l'atteggiamento ostile verso di lui durante la sua campagna in Italia. Agli inizi del XIII secolo, grazie alla riconciliazione tra l'imperatore Barbarossa e la curia tortonese, il paese di Croce ritornò ai marchesi di Gavi. Il marchese Guglielmo lo cedette poco dopo al Comune di Genova.
Intorno alla metà del XIII secolo il feudo di Savignone, comprendente anche Croce, passò sotto la signoria dei Fieschi, conti di Lavagna. I due feudi (Savignone e Croce) furono divisi amministrativamente nel 1678. Il dominio dei Fieschi si protrasse fino al 1797, quando i feudi imperiali furono soppressi da Napoleone Bonaparte. L'ultimo signore feudale fu Agostino Innocenzo Fieschi.
I soldati francesi prima di poter occupare il paese furono a lungo osteggiati da un manipolo di ribelli capitanati da un certo Cavero, che avevano occupato l'impervia zona del Reopasso, alle spalle del borgo. La situazione si sbloccò solo quando un fiero sostenitore di Napoleone, Antonio De Ferrari, guidò nottetempo i soldati napoleonici attraverso i sentieri del Reopasso, cogliendo di sorpresa i ribelli del Cavero e i soldati austriaci che presidiavano il paese. Il paese fu saccheggiato, le case feudali devastate e i ribelli giustiziati nel bosco della Braia, oggi ritrovo dei villeggianti (il Cavero tuttavia riuscì a fuggire, riparando a Vienna, e ritornò in Italia solo dopo la caduta di Napoleone).

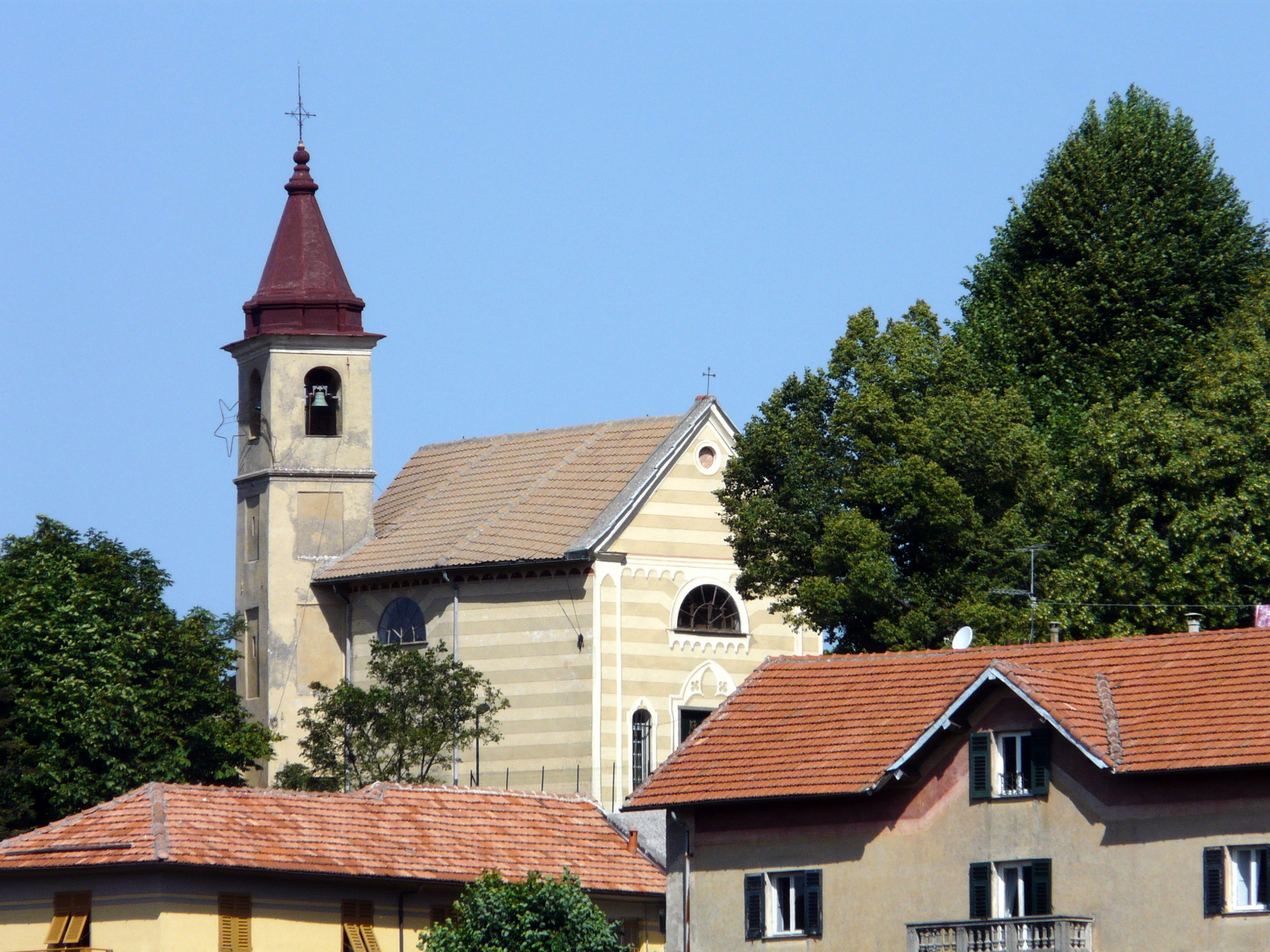
Il santuario di Nostra Signora della Guardia, edificato nella seconda metà dell'Ottocento.

Con la nuova dominazione francese rientrò dal 2 dicembre nel dipartimento dei Monti Liguri Occidentali, con capoluogo Rivarolo, all'interno della Repubblica Ligure. Dal 28 aprile del 1798 con i nuovi ordinamenti francesi, La Croce (Crocefieschi) divenne capoluogo del I cantone della giurisdizione dei Monti Liguri Occidentali e dal 1803 centro principale dell'VIII cantone dell'Alta Valle Scrivia nella giurisdizione del Lemmo. Annesso al Primo Impero francese, dal 13 giugno 1805 al 1814 venne inserito nel dipartimento di Genova.
Nel 1815 il paese di Crocefieschi, assieme all'intera Repubblica Ligure napoleonica, fu inglobato nel Regno di Sardegna, come stabilito dal congresso di Vienna del 1814, e successivamente nel Regno d'Italia dal 1861; al 1866 risale il suo primo registro di stato civile.
Nel 1901 furono distaccate le frazioni di Alpe, Arezzo, Noceto, Salata, Vallenzona e Vobbia e accorpate nel nuovo comune di Vobbia. L'apertura di una strada moderna e più agevole collegante Crocefieschi con Savignone, mentre tutta la vallata di Vobbia, data anche la difficile orografia, restava in stretto isolamento, continuando ad essere percorsa solo da mulattiere, condannò di fatto i vobbiesi all'emigrazione. La nuova divisione del territorio comunale causò un immediato calo della demografia che passò da quattromila a quasi mille abitanti ed una diminuzione drastica del territorio comunale. Dal 1859 al 1926 il territorio fu compreso nel IX mandamento di Savignone del circondario di Genova dell'allora provincia di Genova.
Nel corso della prima guerra mondiale subì molti feriti e la perdita di quattordici abitanti come descrive una lapide commemorativa nella chiesa parrocchiale di Santa Croce. Nel secondo conflitto bellico, nel settembre del 1944, vi si stabilì un distaccamento dell'esercito tedesco con il compito di dare la caccia ai numerosi partigiani che operavano nella zona. I tedeschi predisposero un'ordinanza con la quale imposero l'obbligo di esporre l'elenco degli abitanti di ogni singola abitazione e di lasciare aperte le porte delle case per controlli improvvisi.
Dal 1973 al 31 dicembre 2008 ha fatto parte della Comunità montana Alta Valle Scrivia e, con le nuove disposizioni della Legge Regionale n. 24 del 4 luglio 2008, ha fatto parte fino al 2011 della Comunità montana Valli Genovesi Scrivia e Polcevera, a sua volta soppressa.

### Simboli
Stemma
Alla croce, bianca in campo blu, è affiancato un riferimento al blasone della famiglia Fieschi (bandato di azzurro e d'argento). 
Gonfalone

Lo stemma e il gonfalone sono stati concessi con regio decreto del 2 settembre 1938.

## Monumenti e luoghi d'interesse

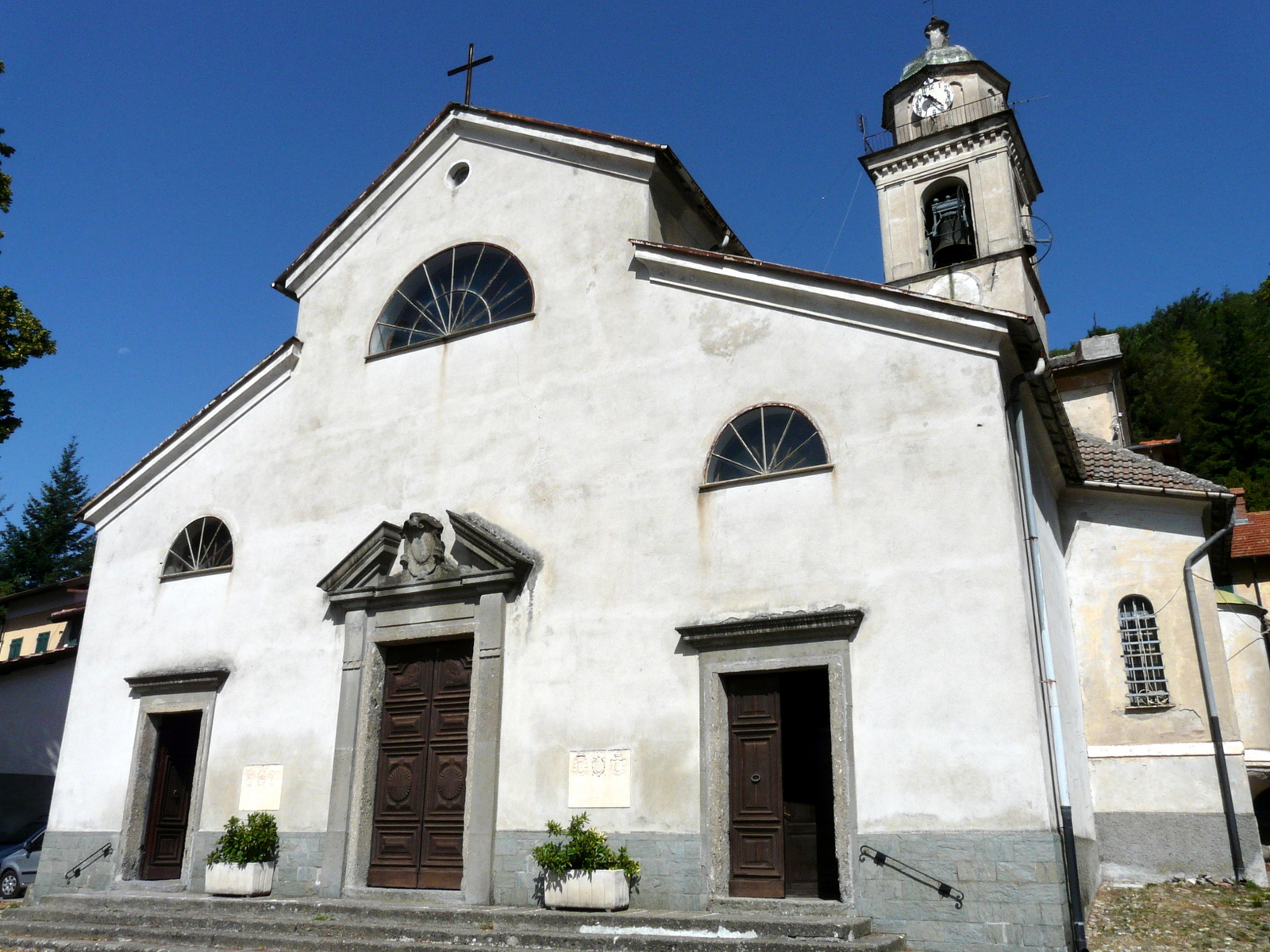
La chiesa di Santa Croce

### Architetture religiose
- Chiesa parrocchiale di Santa Croce nel capoluogo. La chiesa, che sorge in posizione elevata nel centro storico del paese, fu edificata a spese della popolazione tra il 1578 e il 1579 in sostituzione dell'antica pieve di San Martino di Parissione nella frazione di Vallegge e ricostruita nel 1686 a tre navate. All'interno sono conservate due statue della scuola di Anton Maria Maragliano e due dipinti del XVII secolo.
- Santuario di Nostra Signora della Guardia. Edificato nel 1854 ed ampliato trent'anni dopo (1884), dista all'incirca mezzo chilometro dal paese.
- Oratorio di San Giovanni Battista, costruito nel 1596, conserva un affresco raffigurante il Battesimo di Gesù.
- Chiesetta di San Bernardo nella frazione di Strasserra, edificata nel corso del XIX secolo.
- Oratorio di Nostra Signora della Salute nella frazione di Vallegge, edificato nel corso del XIX secolo.
- Oratorio della Madonna della Neve nella frazione di Vallemara, edificato nel corso del XIX secolo.

### Architetture civili
- Palazzi Fieschi. La costruzione fu voluta dai signori feudali Fieschi tra il XVI e XVII secolo. Oggi uno di essi è la sede municipale, l'altro, suddiviso in appartamenti, è una residenza privata.
- Villa Bondanza del 1912.

### Architetture militari
Oggi dell'antico castello non rimangono che pochi ruderi sulla sommità del monte Castello. Il maniero fu citato varie volte in diversi documenti del XII e XIII secolo e molto probabilmente fu eretto intorno all'anno 1000 dai vescovi di Tortona. Passò quindi ai marchesi di Gavi che ne cedettero i diritti feudali alla Repubblica di Genova. Secondo un trattato di pace del 1199 ne fu decisa la totale distruzione con l'impegno da parte dei genovesi a non riedificarlo.

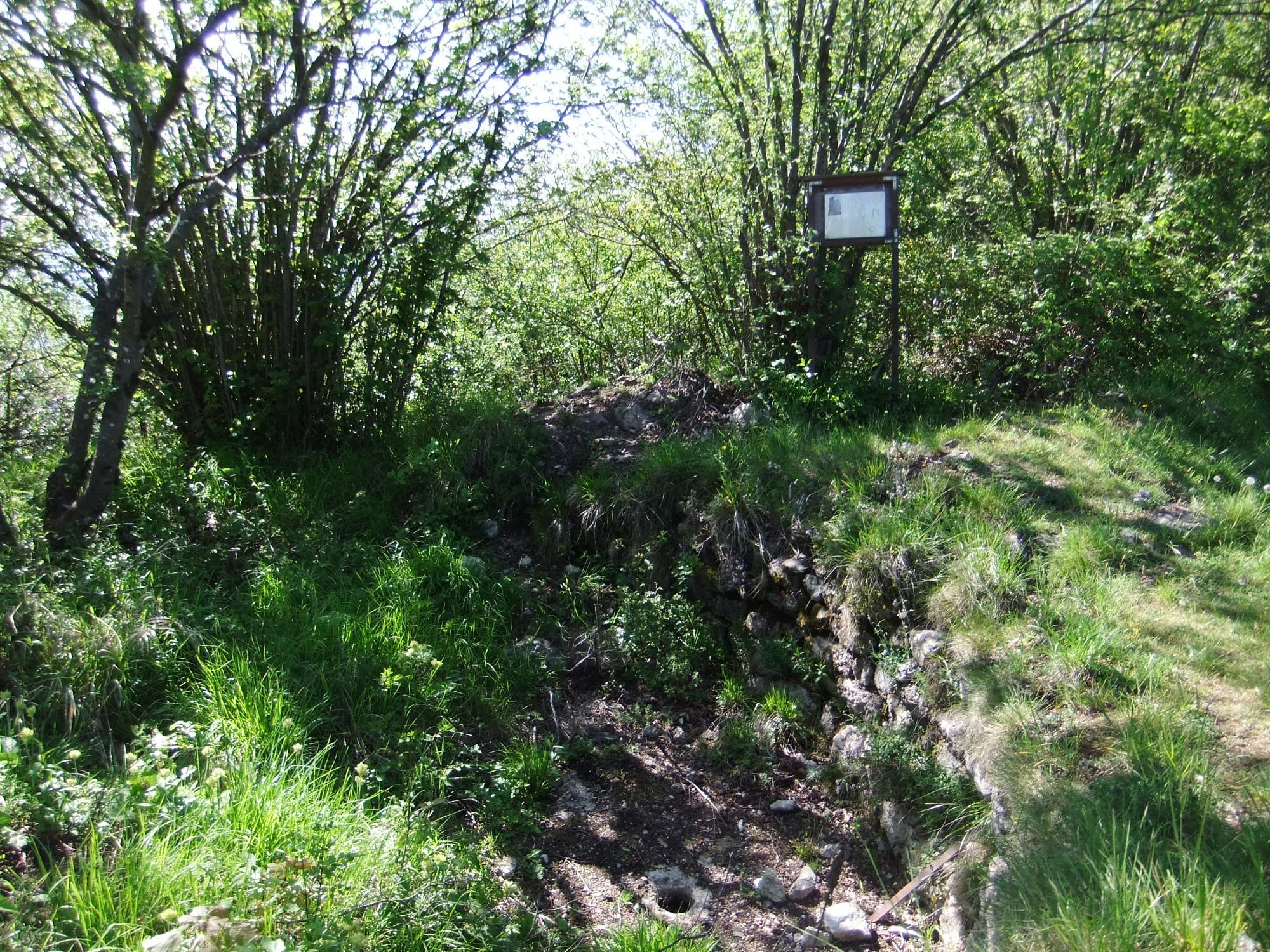
Pendici del Monte Castello sopra Crocefieschi: tracce della base della torre

## Società

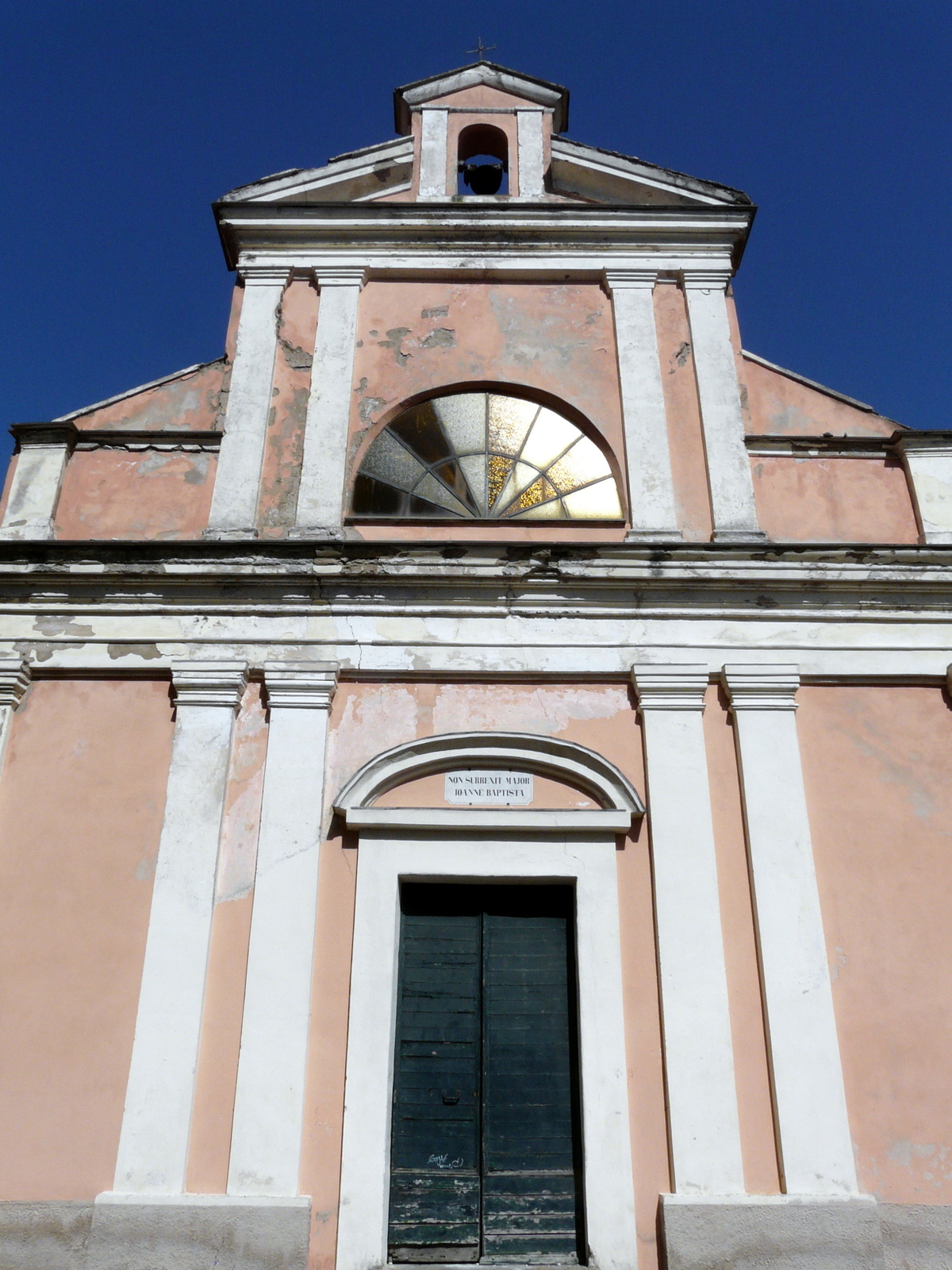
L'oratorio di San Giovanni Battista nel centro storico di Crocefieschi

### Evoluzione demografica
Abitanti censiti

### Etnie e minoranze straniere
Secondo i dati Istat al 31 dicembre 2022, i cittadini stranieri residenti a Crocefieschi sono 21.

## Cultura

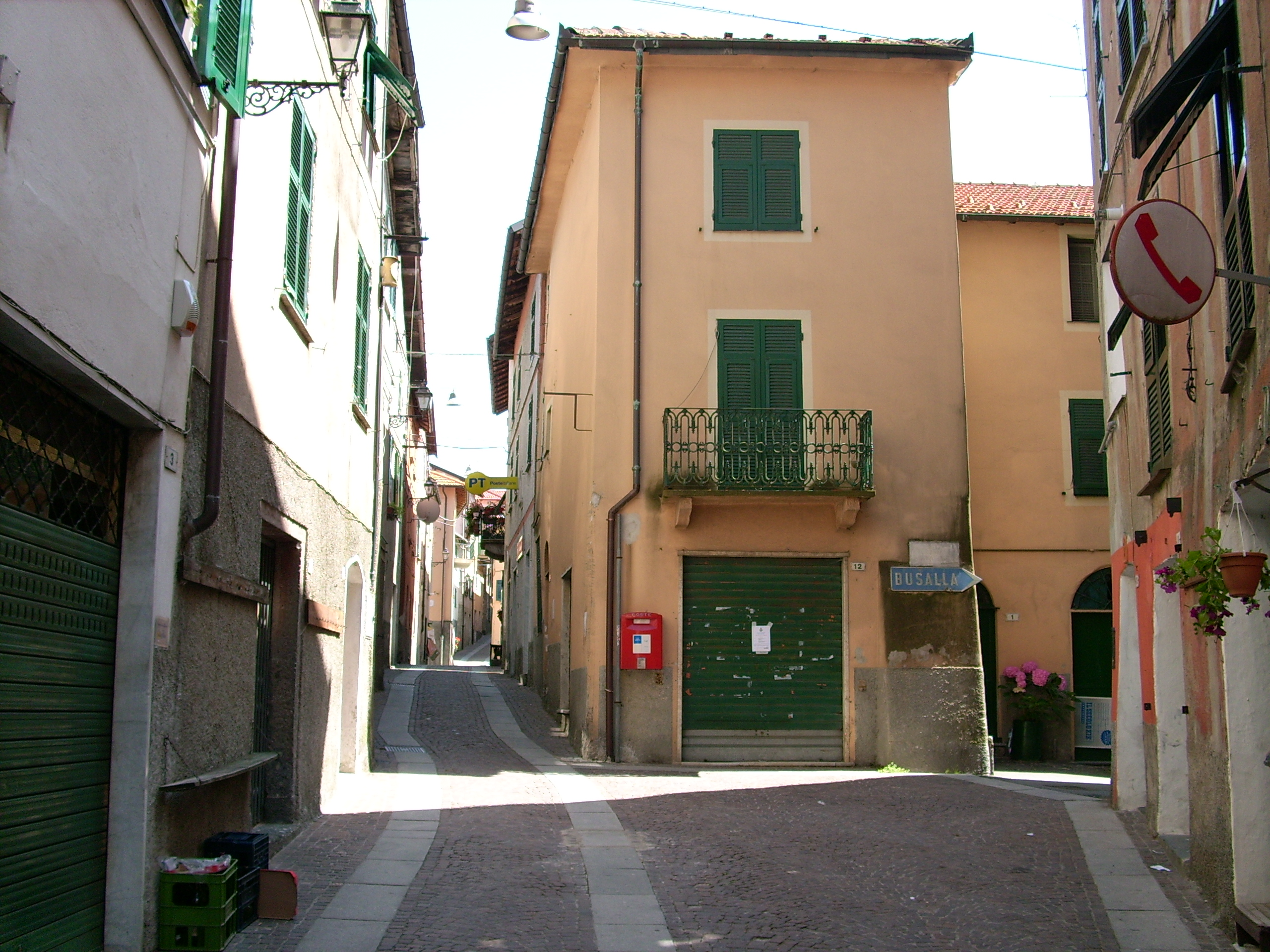
Scorcio del centro storico di Crocefieschi

### Istruzione

#### Musei
Nel museo paleontologico vengono esposte diverse raccolte di reperti fossili reperiti nelle zone dell'Antola, del Pagliaro, di Montoggio, di Savignone, di Ranzano e della val d'Aveto. La datazione dei reperti va dal Cretaceo superiore al Miocene. Principalmente è un museo iconologico.

## Geografia antropica

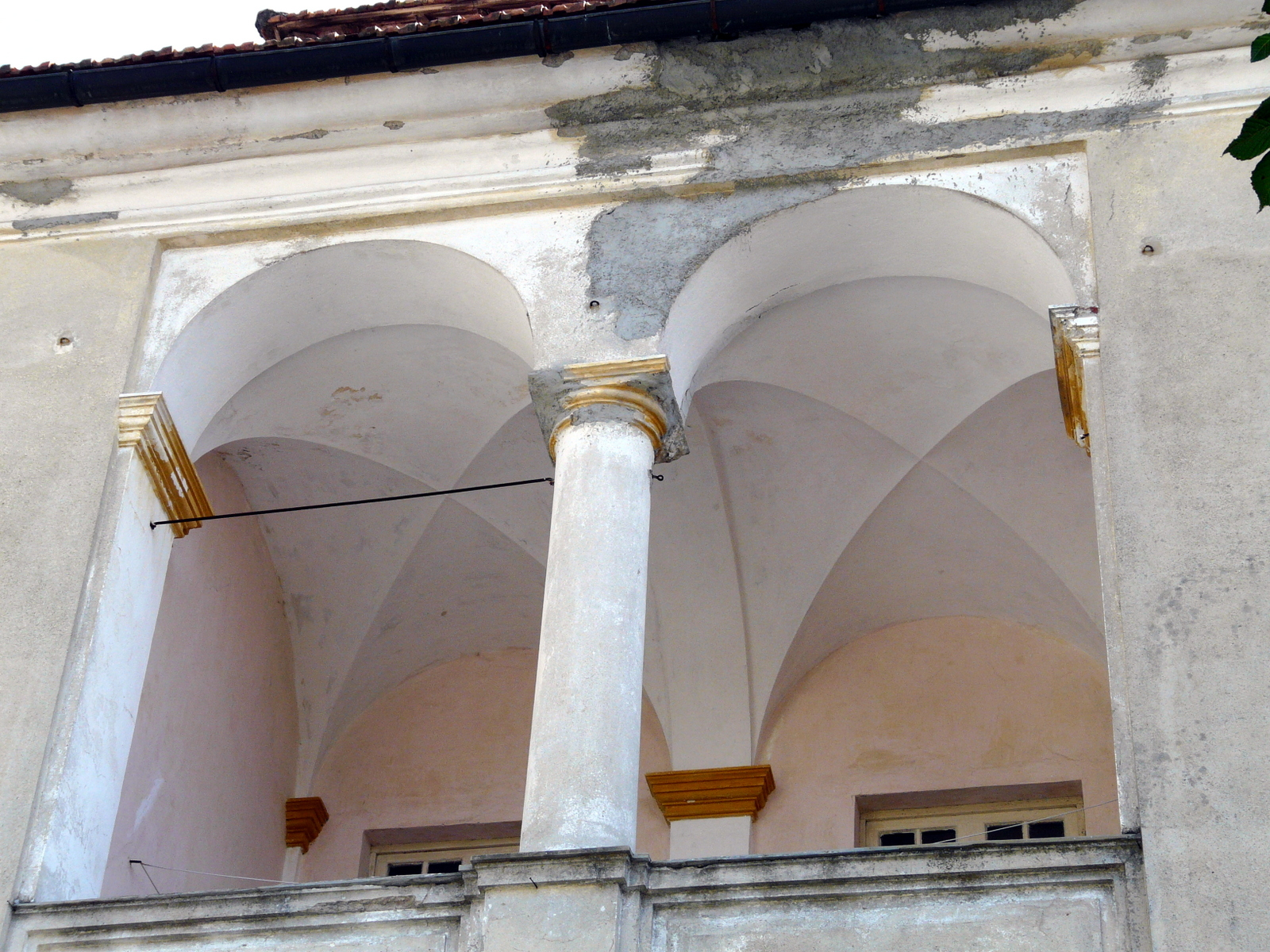
Particolare del portico di uno dei due palazzi dei Fieschi

Il territorio comunale è costituito, oltre al capoluogo, dalle frazioni e località di Crebaia, Crosi, Martellona, Preria, Strasserra, Vallegge, Vallemara per un totale di 11,73 km².
Confina a nord-ovest con il comune di Busalla, a nord-est con Vobbia e a sud con Savignone e Valbrevenna.

### Frazioni
- Strasserra, posta a 618 m di altitudine e distante circa 2 km dal capoluogo comunale, alcuni uomini della frazione furono citati in atti datati al 1253[14]. La locale chiesetta è dedicata a san Bernardo, festeggiato nella solennità patronale del 20 agosto.

## Economia
L'economia del comune si basa principalmente sul turismo, la produzione agricola e l'allevamento di bestiame.

## Infrastrutture e trasporti

### Strade
Il centro di Crocefieschi è attraversato principalmente dalla strada provinciale 9 di Crocefieschi che gli permette il collegamento stradale con le frazioni Semino e Camarza nel comune di Busalla, ad ovest, e con Vobbia a nord. La strada provinciale 12 di Nenno la collega invece a sud con il comune di Valbrevenna.

### Mobilità urbana
Dal comune di Busalla un servizio di trasporto pubblico locale gestito dall'AMT garantisce quotidiani collegamenti bus con Crocefieschi.

## Amministrazione

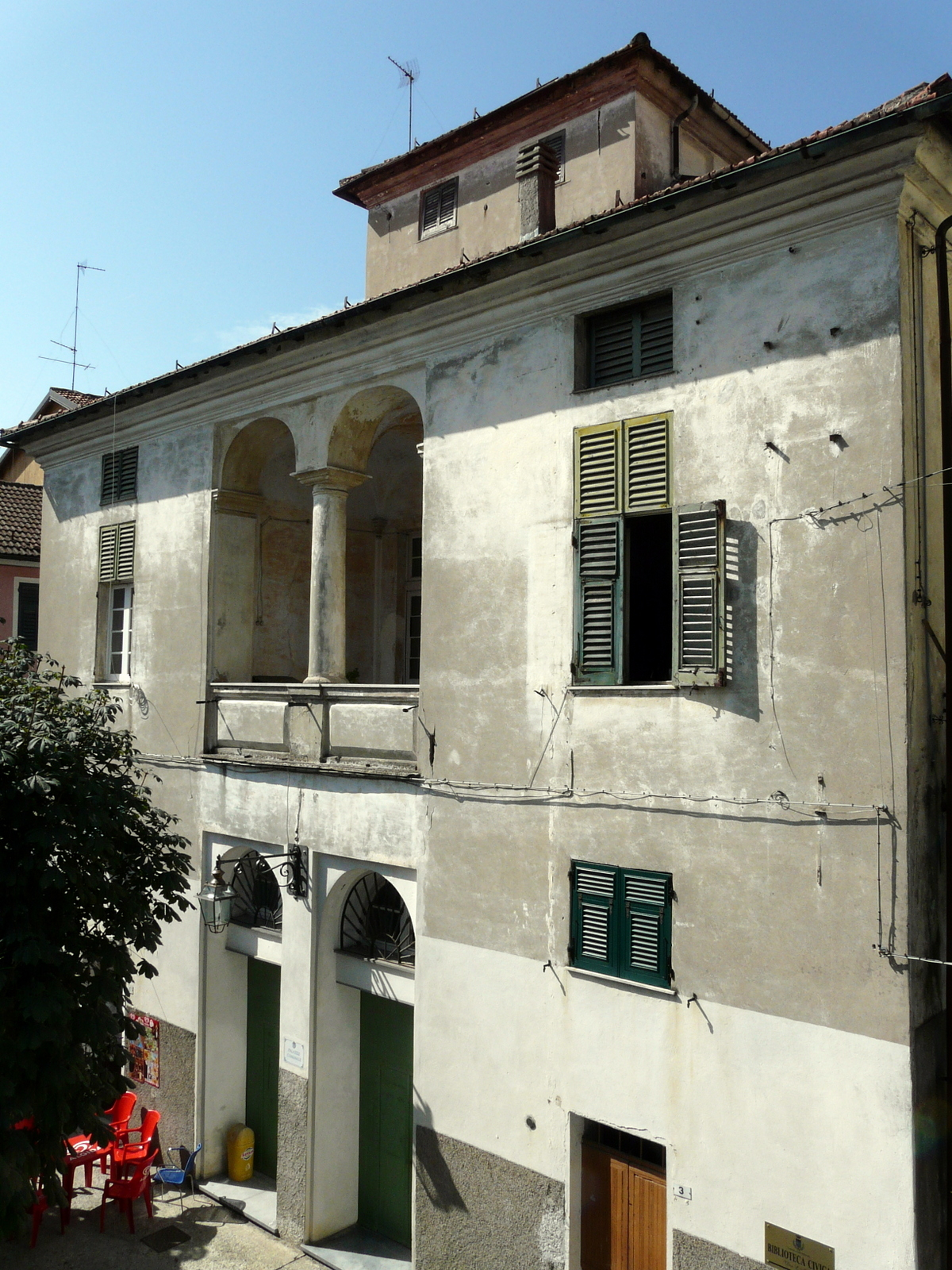
Palazzo Fieschi, sede del municipio.

| Periodo           | Periodo           | Primo cittadino             | Partito                                                         | Carica         | Note   |
| ----------------- | ----------------- | --------------------------- | --------------------------------------------------------------- | -------------- | ------ |
| 6 luglio 1985     | 6 giugno 1990     | Bartolomeo Giuseppe Venzano | DC                                                              | Sindaco        |        |
| 1º luglio 1990    | 24 aprile 1995    | Bartolomeo Giuseppe Venzano | DC                                                              | Sindaco        |        |
| 24 aprile 1995    | 14 giugno 1999    | Stefano Scorza              | Rinnovamento per Crocefieschi (lista civica di centro-sinistra) | Sindaco        |        |
| 14 giugno 1999    | 14 giugno 2004    | Stefano Scorza              | Rinnovamento per Crocefieschi (lista civica di centro-sinistra) | Sindaco        |        |
| 14 giugno 2004    | 7 giugno 2009     | Eugenio Besio               | Rinnovamento per Crocefieschi (lista civica di centro-sinistra) | Sindaco        |        |
| 8 giugno 2009     | 26 maggio 2014    | Bartolomeo Giuseppe Venzano | Croxe 2009 (lista civica di centro-destra)                      | Sindaco        |        |
| 26 maggio 2014    | 27 maggio 2019    | Bartolomeo Giuseppe Venzano | Semper Idem (lista civica)                                      | Sindaco        |        |
| 27 maggio 2019    | 18 luglio 2019    | Carlo Castello              | Insieme per Crocefieschi (lista civica)                         | Sindaco        | [ 16 ] |
| 6 agosto 2019     | 22 settembre 2020 | Marcello Urso               |                                                                 | Comm. straord. | [ 17 ] |
| 22 settembre 2020 | in carica         | Filippo Bassignana          | Croce dei Fieschi (lista civica di centro-sinistra)             | Sindaco        |        |

### Altre informazioni amministrative
Crocefieschi fa parte dell'Unione dei comuni dello Scrivia.

## Sport

### Calcio
- A.S.D. Crocefieschi 2017, militante nel campionato di Seconda Categoria.

Crocefieschi è il paese natale di Roberto Pruzzo, ex-attaccante di Genoa e Roma.